# Червени Клаштор
Червени Клаштор (слч. Červený Kláštor) насељено је мјесто са административним статусом сеоске општине (слч. obec) у округу Кежмарок, у Прешовском крају, Словачка Република.

## Становништво
| Година:    | 1994. | 2004.  | 2014.   | 2024.   |
| ---------- | ----- | ------ | ------- | ------- |
| Број људи: | 240   | 222    | 234     | 220     |
| Разлика:   |       | -7,5 % | +5,40 % | -5,98 % |

| Година:    | 2023. | 2024.   |
| ---------- | ----- | ------- |
| Број људи: | 218   | 220     |
| Разлика:   |       | +0,91 % |

Према подацима о броју становника из 2011. године насеље је имало 232 становника.